# Maman Brigitte

Vévé de Maman Brigitte

Dans la mythologie vaudou, Maman Brigitte (Grann Brigitte, Manman, Manman Brigit, Manman Brijit) est un lwa de la mort, épouse de Baron Samedi. 
Elle boit le jus de piments forts marinés dans du rhum et elle est symbolisée par un poulet noir. Comme Baron Samedi et les Guédés, elle emploie un langage obscène. 
Elle protège les pierres tombales et les cimetières, à condition qu'ils soient convenablement pourvus de la croix de Baron Samedi,. Les tombes protégées par Brigitte sont marquées par un monticule de pierres. Dans la pratique du vaudou, les premières sépultures servent d'offrandes au Baron Samedi ou à Maman Brigitte selon le sexe de la personne inhumée. Ainsi, si la personne décédée est un homme, la tombe est dédiée au Baron Samedi ; si la personne décédée est une femme, la tombe est dédiée à Maman Brigitte.
En tant que divinité vaudou du Nouveau Monde, Maman Brigitte a probablement pour origine les pratiques ancestrales du vaudou.